# Raffaele Vecchioni
Raffaele Vecchioni (XVIII sec. – XIX sec.) è stato un militare italiano. Nel 1799 prese parte alla spedizione sanfedista di Fabrizio Ruffo per la riconquista e fu mandato da Ruffo in persona ad Altamura in qualità di "parlamentario" per trattare la resa della città. Imprigionato ad Altamura nel contesto della Rivoluzione altamurana, fu fucilato e sepolto vivo insieme agli altri sanfedisti catturati. Disseppellito all'entrata dei sanfedisti in città e curato, Vecchioni visse almeno fino al 1841 venendo occupato nella Real Segreteria di Guerra e Marina del Regno delle Due Sicilie.

## Biografia
Era probabilmente di origini siciliane e, come riportato nel Notamento, si arruolò nell'esercito della Santa Fede nei pressi di Bernalda. Seguì i sanfedisti fino a Matera, laddove fu inviato ad Altamura da Ruffo stesso "colla credenziale di parlamentario" per trattare la resa della città. Ricevuto bendato dentro la città, non lo si vide più ritornare.
Secondo quanto ipotizzato dallo storico Ottavio Serena (1899), Vecchioni potrebbe essere uno di quei tre siciliani che nella cronaca del Genco furono fatti prigionieri ad Altamura l'otto maggio 1799. Pertanto Sacchinelli, che sbaglia vistosamente date e nomi, probabilmente sbagliò anche la data dell'entrata di Vecchioni in città (l'otto piuttosto che il sette maggio).
Allorché si comprese che Altamura non poteva più difendersi, il generale Felice Mastrangelo diede ordine di fucilare (con le poche munizioni rimaste) tutti i prigionieri sanfedisti e seppellirli (alcuni ancora vivi o moribondi), temendo che potessero svelare al cardinale "i capi e i fatti del governo repubblicano". Disseppelliti dai sanfedisti, i tre che sopravvissero  --- Emmanuele de Marzio, frate Lomastro e lo stesso Vecchioni --- agirono come Mastrangelo aveva previsto. Informazioni più dettagliate su alcuni di coloro che furono disseppelliti vivi, moribondi oppure già morti sono riportate nel sopracitato Notamento oltre che nella Cronachetta di Francesco Paolo Volpe.
Nello stesso Notamento, Raffaele Vecchioni è impropriamente indicato come "Rosario Vecchione" e si aggiunge che Vecchioni rimase ad Altamura per guarire dalle ferite riportate e si riunì all'esercito della Santa Fede a Napoli in corrispondenza del ponte della Maddalena distinguendosi nei combattimenti. Fu in seguito "destinato all'arresto dei Rei di Stato". Negli anni successivi ricoprì alcune cariche in qualità di ufficiale della Real Segreteria di Guerra e Marina del Regno delle Due Sicilie e visse almeno fino all'anno 1841, dal momento ch compare nell Almanacco Reale del Regno delle Due Sicilie dell'anno 1841 come capitano di fregata del Primo ripartimento della stessa Real Segreteria.

## Cariche
- Alfiere - Uffiziale della Real Segreteria di Guerra e Marina del Regno di Napoli;[13]
- Capitano di fregata del Primo Ripartimento della Real Segreteria e Ministero di Stato di Guerra e Marina del Regno delle Due Sicilie (1841).[14]